# Realwörterbuch
Mit Realwörterbuch (auch Reallexikon, Sachlexikon, Sachwörterbuch) wird seit dem 18. Jahrhundert eine Gattung von Wörterbüchern bezeichnet, die ausschließlich oder überwiegend Sachinformationen zu den einzelnen Stichwörtern bieten. In der Folgezeit entstanden aus den gelehrten und politischen Zielen der Autoren, der Spezialisierung und Erweiterung der Wissenschaften, der Alphabetisierung und dem Bildungshunger immer größerer Bevölkerungsschichten sowie der unternehmerischen Initiative von Verlegern eine große Zahl von Realwörterbüchern, die eine außerordentliche Titel- wie auch Typenvielfalt hervorbrachten.
Die Benennung der Gattung Realwörterbuch ist nicht einheitlich. Die älteste Bezeichnung ist Realwörterbuch. Die Bezeichnung Sachwörterbuch wird häufig gewählt, wenn der Unterschied zum Sprachwörterbuch herausgestellt werden soll. Reallexikon wird nur für einzelne Realwörterbücher verwendet. Die Bezeichnung der einzelnen Realwörterbücher ist hinsichtlich der beiden Grundformen Wörterbuch und Lexikon ebenfalls uneinheitlich. Beide kommen sowohl allein als auch in zusammengesetzter Form in vielfältigen Variationen vor.
Realwörterbücher sind Produkte der Sachlexikografie (siehe Lexikografie).

## Entstehung der deutschen Realwörterbücher
Eine deutliche Zunahme von Werken mit dem Titel Lexicon ist seit dem Anfang des 18. Jahrhunderts im deutschen Sprachraum festzustellen. Hier tritt 1704 auch der Zusatz Reales erstmals auf, der den sachlichen Charakter der beigebrachten Informationen hervorhebt: Reales Staats- und Zeitungs-Lexicon. Schon bald wird dieser Typ von Nachschlagewerken von den Zeitgenossen als Innovation deutlich erkannt: 1713 heißt es im Neuen Bücher-Saal der Gelehrten Welt, dass es zweierlei Gattungen von Lexika gebe, von denen die eine die in einer Sprache vorkommenden Wörter und Redensarten erkläre und sie in alphabetische Ordnung der Stammwörter bringe. Die andere habe bestimmte Teile der Gelehrsamkeit zergliedert und die darinnen vorfallenden Sachen (schon 1712 Realien genannt) in alphabetischer Ordnung beschrieben. Von der ersten Gattung gebe es schon lange einen großen Vorrat, wogegen die zweite sich nach und nach entwickele und fast überall Mode werde.
Diese Entwicklung setzte sich im Laufe des 18. Jahrhunderts fort, indem allein zwischen 1704 und 1737 insgesamt 29 neue Lexika erschienen. Im Universal-Lexicon von 1748 heißt es dann schon: Wörter-Buch, Lexicon, was darunter verstanden werde, ist einem jeden mehr als zu bekannt, gleichwie auch, daß dieselben von zweyerley Art sind. Johann Christoph Gottsched konnte schließlich 1760 feststellen, dass seit dem Anfang des 18. Jahrhunderts eine große Anzahl von Realwörterbüchern erschienen sei, und als Beispiele nur Titel von Lexika aufführen: Zeitungslexicon, Lexicon aller Wissenschaften und Künste, Handelslexicon usw. Dazu gehöre auch so manches theologische und juristische Reallexicon.

## Inhalt
Der Inhalt der Realwörterbücher wird historisch unterschiedlich, meistens in Abgrenzung von den sog. Sprachwörterbüchern, definiert:
- 1748: Jene Wörter-Bücher, welche mit denen Sprachen beschäfftiget sind, sind älter als diese, welche mit denen Wissenschaften umgehen. Jenen kommet auch der Nahme: Lexicon, mit mehrern Rechte zu, als diesen… Nach der Zeit aber ist dieser Nahme auch denenjenigen Schrifften eigen worden, die Sachen und Wissenschafften in alphabetischer Ordnung vortragen. (Zedler)[1]
- 1798: Reāl-Schule, […], eine Schule, in welcher nicht bloß Worte und Sprachen, sondern zum bürgerlichen Leben nöthige Künste und Wissenschaften gelehret werden. Von dem mittlern Lat. realis, Franz. réel, so fern es bloßen Worten entgegengesetzt ist. (Johann Christoph Adelung: Grammatisch-kritisches Wörterbuch der Hochdeutschen Mundart)[2]
- 1849: Sachwörterbuch: ein Wörterbuch über Sachen, d.i. Gegenstände oder wissenschaftliche Begriffe irgend eines Faches (fr[üher] Real-Lexikon). (Johann Christian August Heyse: Handwörterbuch der deutschen Sprache)
- 1958: Ein Sachwörterbuch ist eine alphabetisch oder nach Sachgruppen geordnete größere oder kleinere Wörtersammlung meist mit Bedeutungserklärungen, wobei bei der Auswahl der Wörter der sachliche Blickwinkel im Vordergrund steht, so daß die überwiegende Mehrzahl der Stichwörter Hauptwörter (manchmal nur Eigennamen) sind und andere Redeteile nur soweit Berücksichtigung finden, als sie Fachausdrücke oder Bestandteile von Fachausdrücken sind. (Wolfram Zaunmüller: Bibliographisches Handbuch der Sprachwörterbücher)
- 1960: Wörterbuch…, 2) als erklärende sammlung der zu einem bestimmten sachgebiet und wissensbereich gehörigen begriffe, stichworte und kunstwörter, von alphabetisch geordneten, einzelbeiträge enthaltenden werken enzyklopädischen charakters. z. t. in anlehnung an den sprachgebrauch der französischen enzyklopädisten. (Deutsches Wörterbuch Bd. 30)
- 1978: Lexikon: nach Stichwörtern alphabetisch geordnetes Nachschlagewerk für alle Wissensgebiete oder für ein bestimmtes Sachgebiet. (Duden: Das große Wörterbuch der deutschen Sprache)
- 1988: Sachwörterbuch: Nachschlagewerk zu nichtsprachlichen Gegenständen (= Sachen). (Wiegand S. 746)
- 2000: Sachwörterbücher enthalten Informationen zu Sachen, Sachverhalten, Personen. (Schaeder S. 5)

## Typologie
Realwörterbücher werden vor allem hinsichtlich der Breite der Darstellung, d. h. des Umfangs der behandelten Wissensgebiete, unterschieden in
- Universallexika, wenn sie alle Gebiete des Wissens umfassen. Sie kommen vor als Universallexikon, Konversationslexikon, enzyklopädisches Wörterbuch, Enzyklopädie, Realenzyklopädie.
- Speziallexika, wenn sie nur Teilgebiete des Wissens darstellen: siehe Fachlexikon.

Seit dem 20. Jahrhundert entstehen auch in Deutschland Wörterbücher eines Typs, der bis dahin vor allem in Frankreich verbreitet war, der sprachlexikographische und sachlexikographische Informationen gleichrangig nebeneinander erfüllen und Grundfunktionen beider Wörterbucharten erfüllen will. Er wird als Allbuch bezeichnet. Die Verwendung der ebenfalls vorgeschlagenen Bezeichnung enzyklopädisches Wörterbuch ist problematisch, da es in Deutschland bereits seit dem Beginn des 19. Jahrhunderts Wörterbücher mit dieser Bezeichnung gibt, die entweder den Realwörterbüchern oder den Sprachwörterbüchern zuzuordnen sind. (Wiegand 1988)
Hybride Formen der beiden Hauptgattungen treten besonders im Bereich der Fachlexika auf, wo fachsprachliche Wörterbücher oft auch einen eigengewichtigen Anteil an Sachinformation, oder fachspezifische Sachwörterbücher zusätzlich sprachliche Informationen zum Lemma und zu dessen Übersetzbarkeit integrieren.